# Eparchie Mavelikara
Die Eparchie Mavelikara (lateinisch Eparchia Mavelikarensis) ist eine in Indien gelegene Eparchie der syro-malankarischen Kirche mit Sitz in Mavelikara, Distrikt Alappuzha, Kerala.

## Geschichte
Papst Benedikt XVI. gründete die Eparchie Mavelikara am 2. Januar 2007 aus Gebietsabtretungen des Großerzbistums Trivandrum, dem es auch als Suffragandiözese unterstellt wurde. Erster Bischof wurde Joshuah Ignathios Kizhakkeveettil.
Die Eparchie erfasst nur die syro-malankarischen Katholiken in den Distrikten Alappuzha, Kollam und Pathanamthitta im Bundesstaat Kerala. Die dort ebenfalls wohnenden Katholiken des lateinischen Ritus und des syro-malabarischen Ritus gehören zu anderen Diözesen.